# داميان سميث
داميان سميث (بالإنجليزية: Damian Smith)‏ هو لاعب اتحاد الرغبي أسترالي، ولد في 1 فبراير 1969 في بريزبان في أستراليا.

## وصلات خارجية
- داميان سميث عل موقع إسبنسكروم (الإنجليزية)
- داميان سميث على موقع ItsRugby.co.uk (الإنجليزية)